# Liste des ambassadeurs de Guinée au Canada
La liste des ambassadeurs de la république de Guinée au Canada contient les ambassadeurs de la république de Guinée au Canada. L'ambassade est basée à Ottawa.
| Nom                  | Mandat      | Remarques |
| -------------------- | ----------- | --------- |
| Abraham Doukouré     | 1980-1984   |           |
| Abdoulaye Sylla      | 1985-1989   |           |
| Thomas Curtis        | 1989-1993   |           |
| Thierno Habib Diallo | 1993-2000   |           |
| Amara Djoubar Soumah | 2000 – 2003 |           |
| Aly Diané            | 2004-2007   |           |
| Saran Mady Touré     | 2014-2019   |           |
| Aly Diané            | 2019 - 2020 |           |
| Lounceny Condé       | 1992-1994   |           |